# نادي ليونيس
نادي ليونيس (بالإسبانية: Leones F.C.) هو نادي كرة قدم كولومبي.